# Collada de Jújols
La Collada de Jújols, habitualment anomenada simplement la Collada, és una collada situada a 1.739,1 metres d'altitud al límit dels termes comunals de Jújols i de Noedes, tots dos de la comarca del Conflent, a la Catalunya del Nord. És, a més, a tocar del termenal d'aquests dos termes amb el de Serdinyà.
És un coll de muntanya situat al sud del terme de Noedes i al nord-est del de Jújols, a prop de l'extrem nord-oest del de Serdinyà.
És una collada per on passen la major part de les rutes excursionistes relacionades amb el Mont Coronat.